# Platja d'El Sablón
La Platja de El Sablón, és una platja del concejo de Llanes, Astúries. S'emmarca a les platges de la Costa oriental d'Astúries, també anomenada Costa Verda Asturiana i és considerada paisatge protegit, des del punt de vista mediambiental (per la seva vegetació). Per aquest motiu està integrada, segons informació del Ministeri d'Agricultura, Alimentació i Medi ambient, en el Paisatge Protegit de la Costa Oriental d'Astúries.

## Descripció
La platja de El Sablón, que deu el seu nom al vocable asturià “sabre”, que significa sorra; està situada en el mateix nucli urbà del concejo de Llanes. Posseeix un passeig marítim complet, el conegut com a Passeig de Sant Pere, que és considerat una “Senda Costanera”, que arriba fins a San Antolín. Va ser construït en 1847, és de gespa natural i des d'ell es té una vista panoràmica de la costa de Llanes i les muntanyes de la Serra de Cuera.
Presenta forma de petxina, limitada a l'oest per la punta de San Pedro.
La platja està al costat de les restes del castell de Llanes, dels quals queda en peus el conegut com a Torrassa de Llanes.
Presenta tota mena de serveis, des de lavabos, dutxes, papereres, servei de neteja, o telèfons, a oficina de turisme, establiments de menjar i beguda, i lloguer d'ombrel·les.